# (7369) Gavrilin
(7369) Gavrilin est un astéroïde de la ceinture principale aréocroiseur.

## Description
(7369) Gavrilin est un astéroïde aréocroiseur. Il présente une orbite caractérisée par un demi-grand axe de 2,37 UA, une excentricité de 0,32 et une inclinaison de 21,8° par rapport à l'écliptique.
Cet astéroïde est nommé en l'honneur du compositeur soviétique et russe Valeri Gavriline (1939-1999).

## Compléments